# Eirik Sundvor
Eirik Sundvor (1902, Bergen – 1992) byl norský novinář a fotograf působící v novinách Avisa Nidaros v letech 1924–1940 a 1945 – asi 1957.

## Životopis
Sundvor uprchl během války s manželkou do Anglie. V Anglii byl redaktorem norských exilových vládních novin Norsk Tidend v Londýně. Sundvor velmi dobře ovládal ruštinu, a proto byl vyslán jako major s výpravou plukovníka Arne Dahla a norskými expedičními silami do kraje Finnmark v letech 1944–1945. Sundvor byl zodpovědný za vydání prvních bezplatných norských novin ve Finnmarku v roce 1945. Poté, co noviny Nidaros v roce 1957 zbankrotovaly, přestěhoval se zpět do Bergenu, odkud pocházel. Zde pracoval jako korespondent pro Dagbladet v západním Norsku.

## Galerie

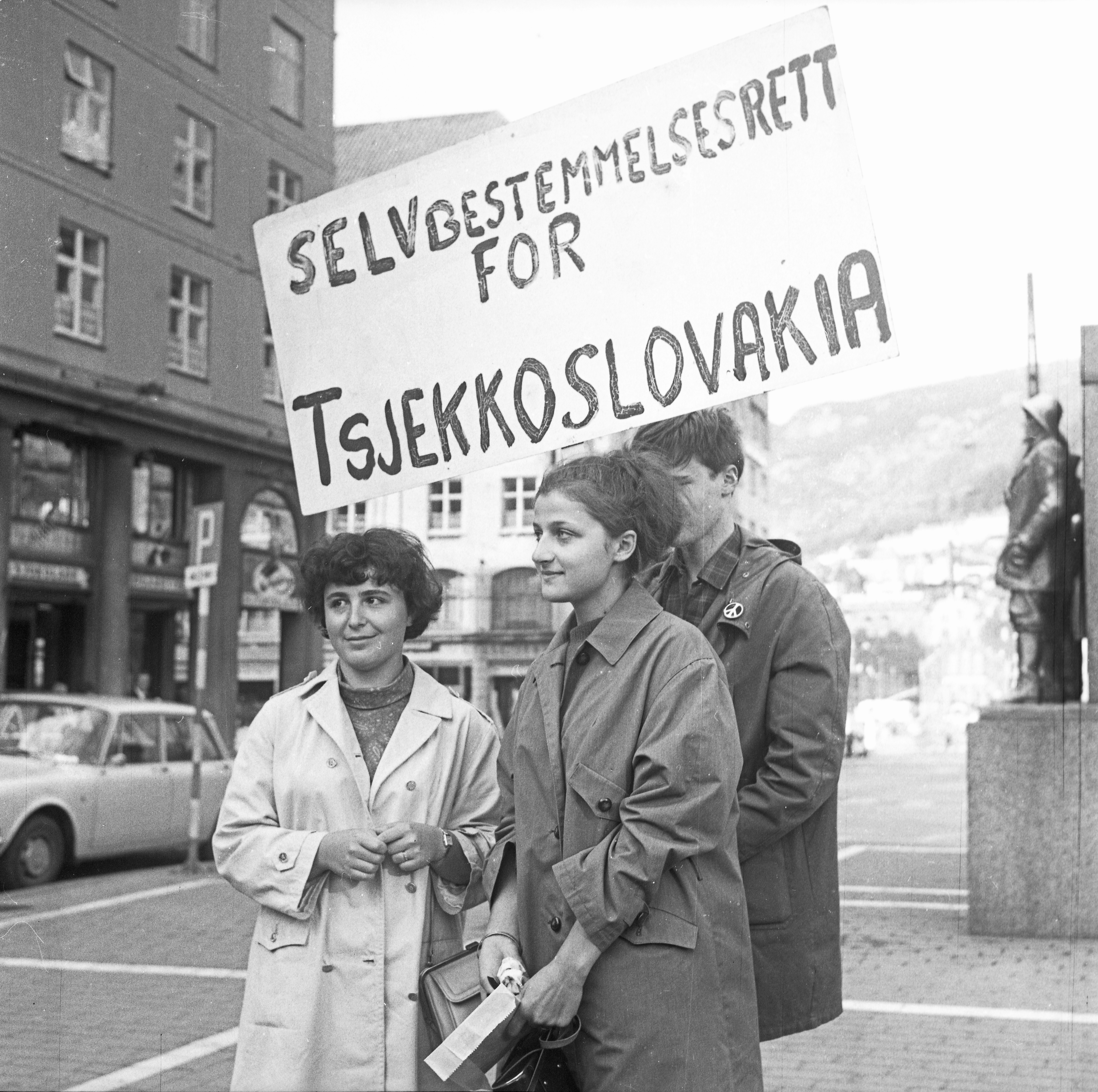
Demonstrace proti invazi vojsk Varšavské smlouvy do Československa, Bergen, Hordaland, 1968
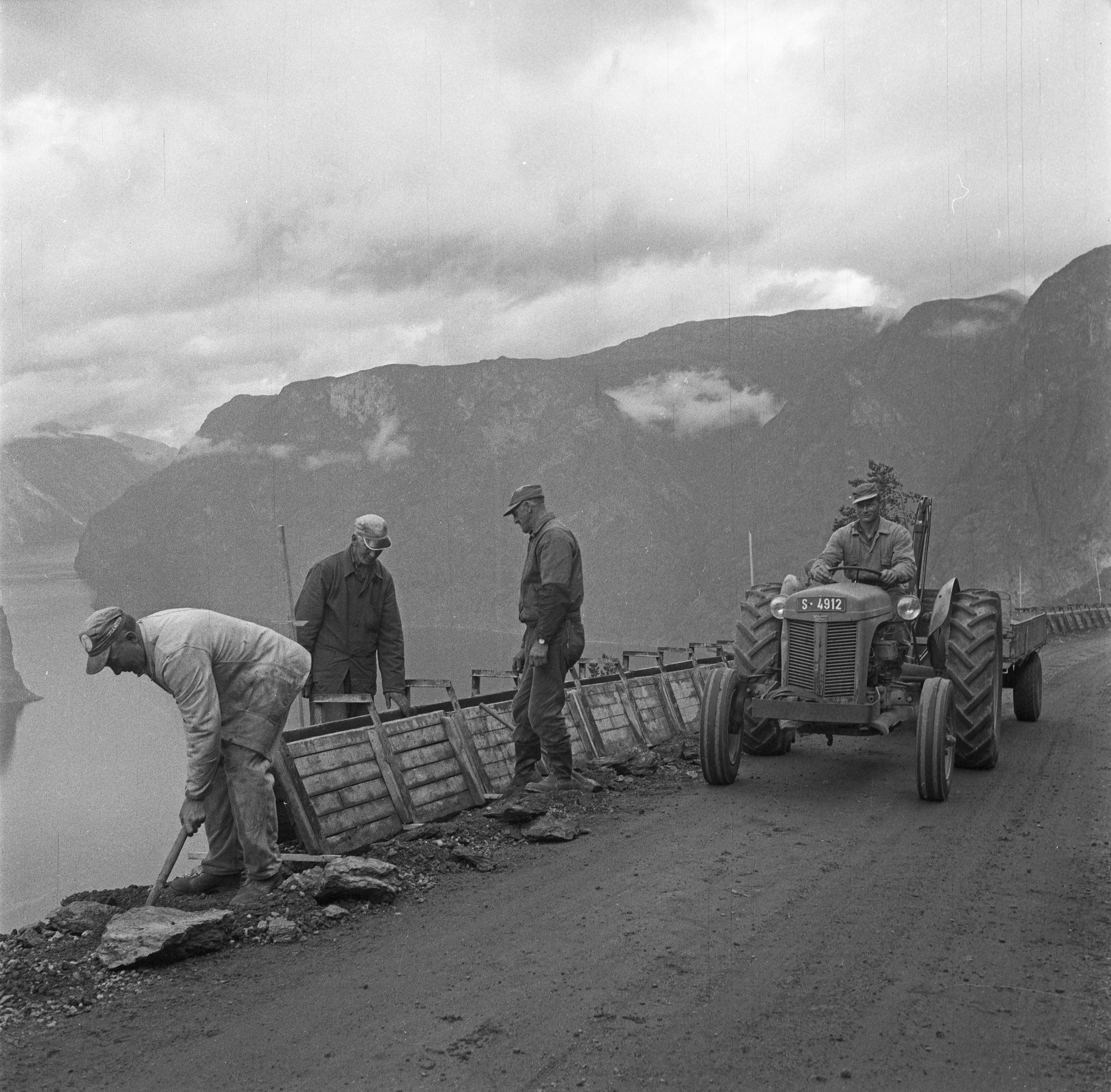
Práce na silnici, Aurland, 1966
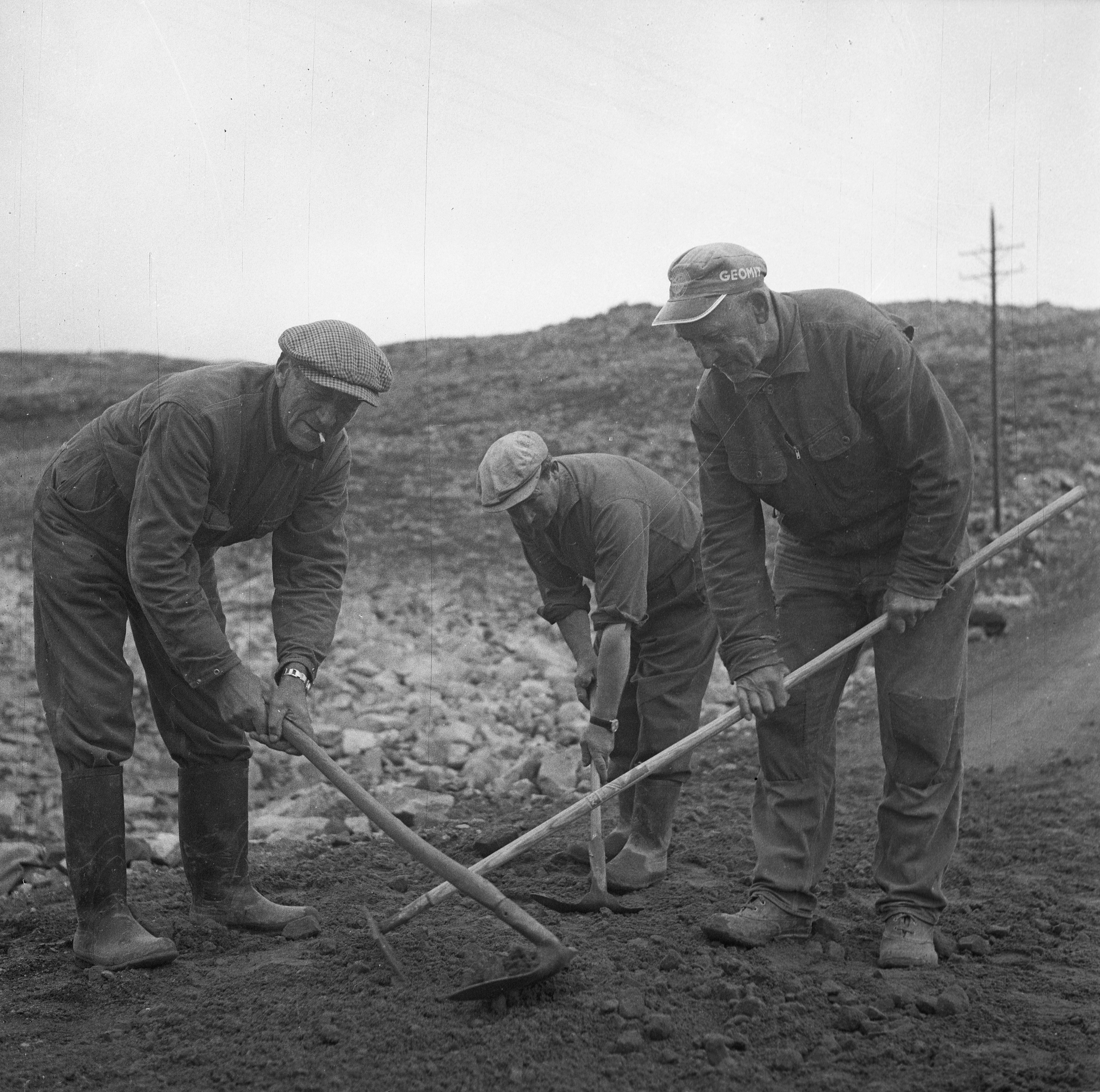
Práce na silnici, Aurland, 1966
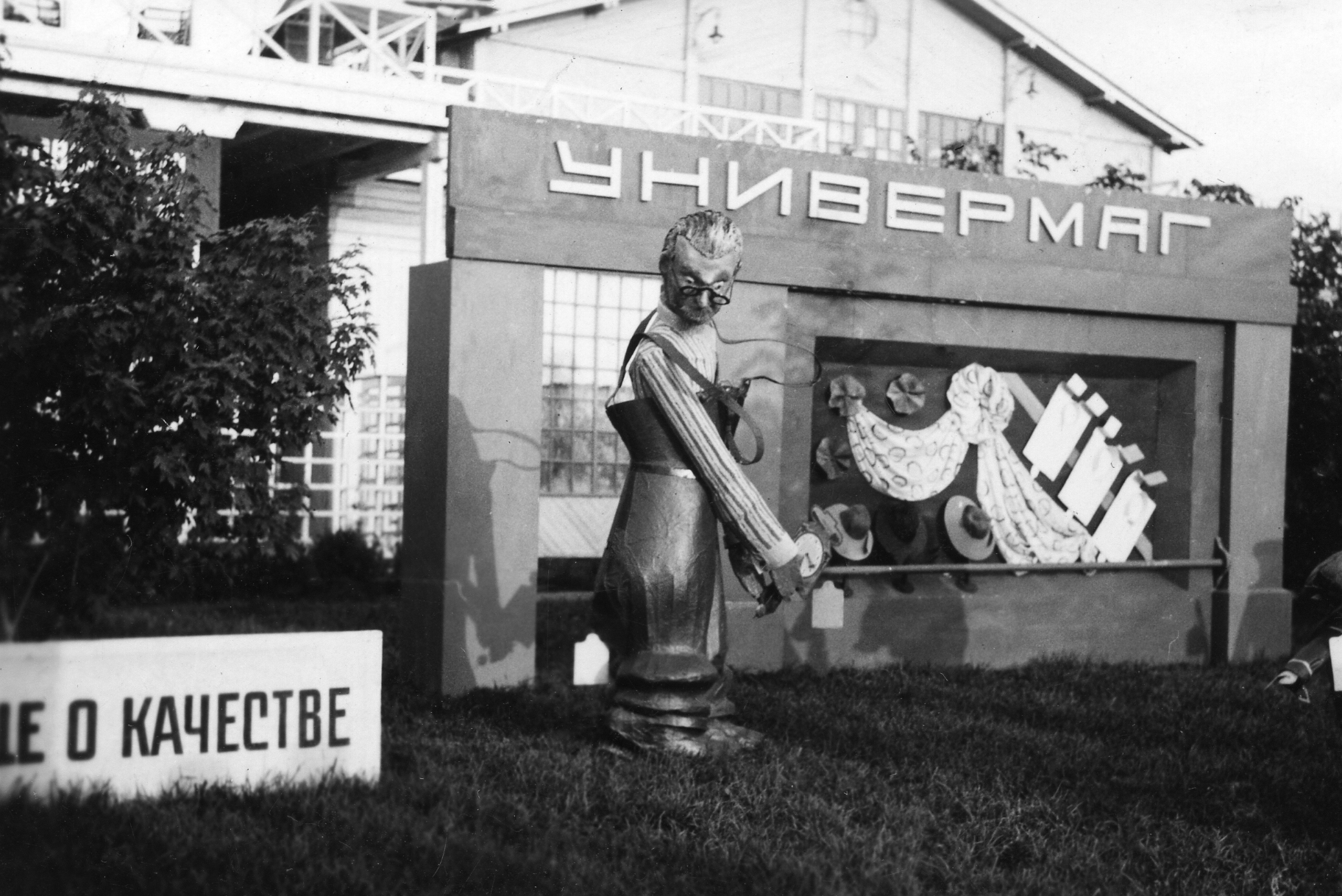
Sovětská socha z lepenky, 1935
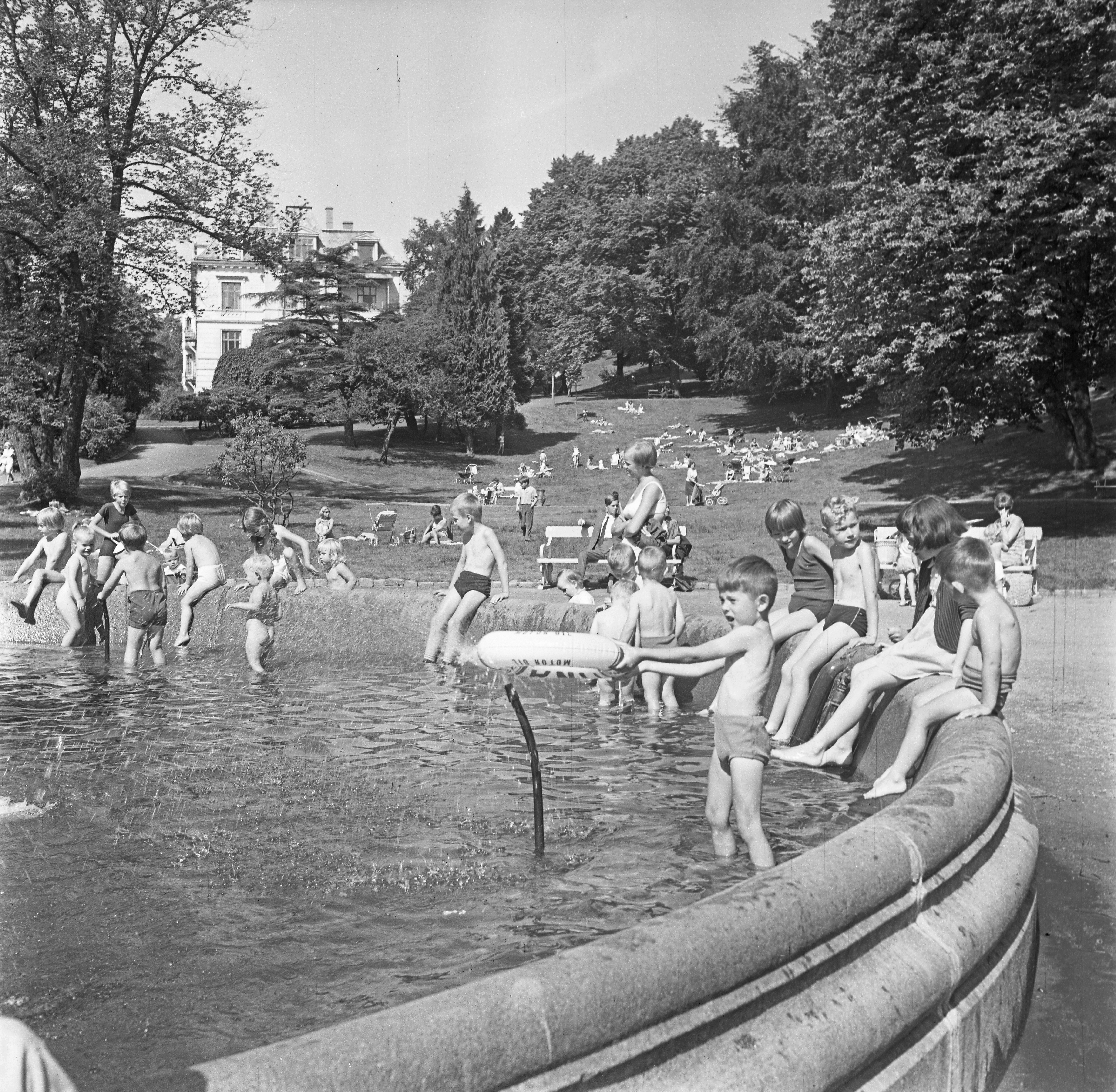
Léto v Nygårdsparkenu, 1967
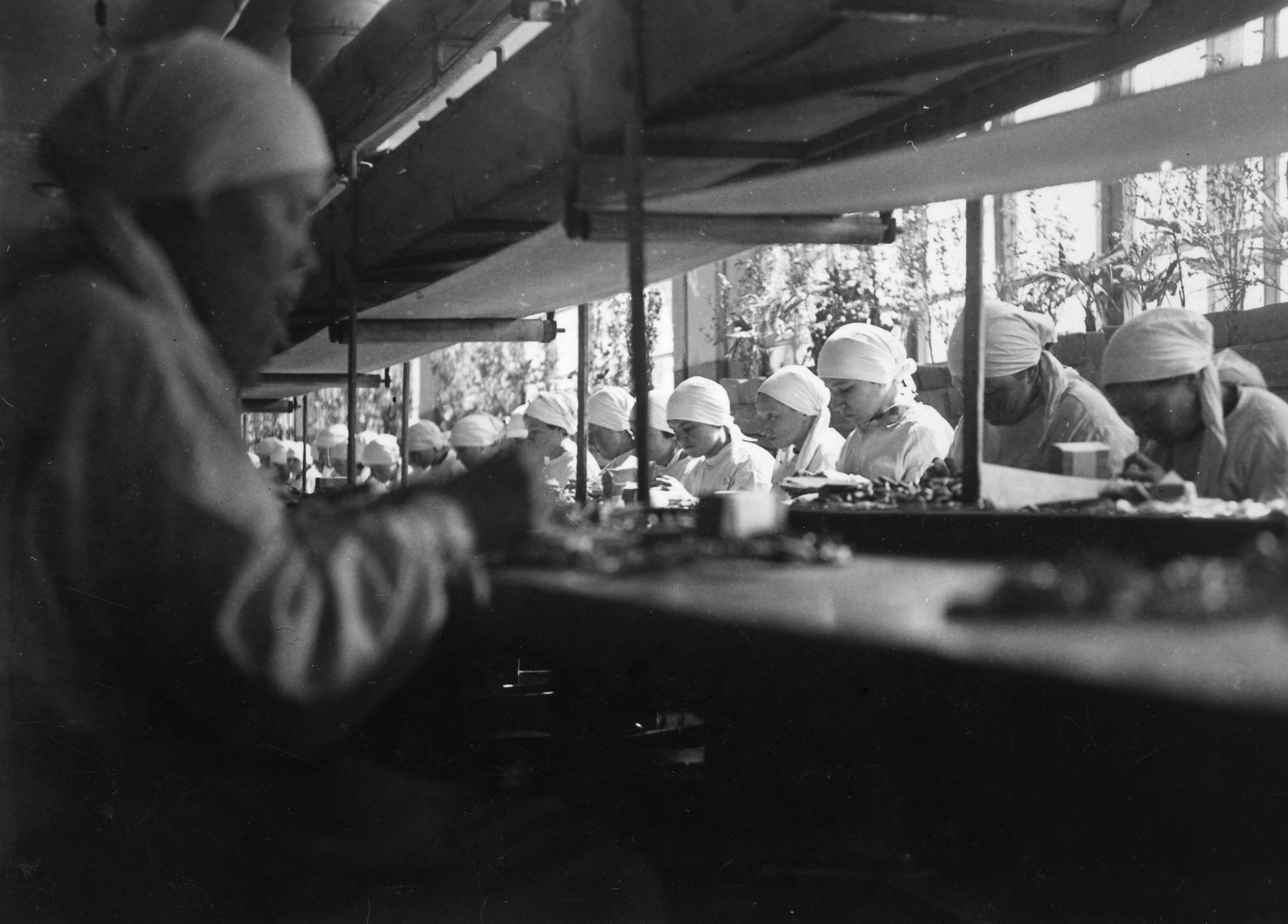
Dělníci, 1935
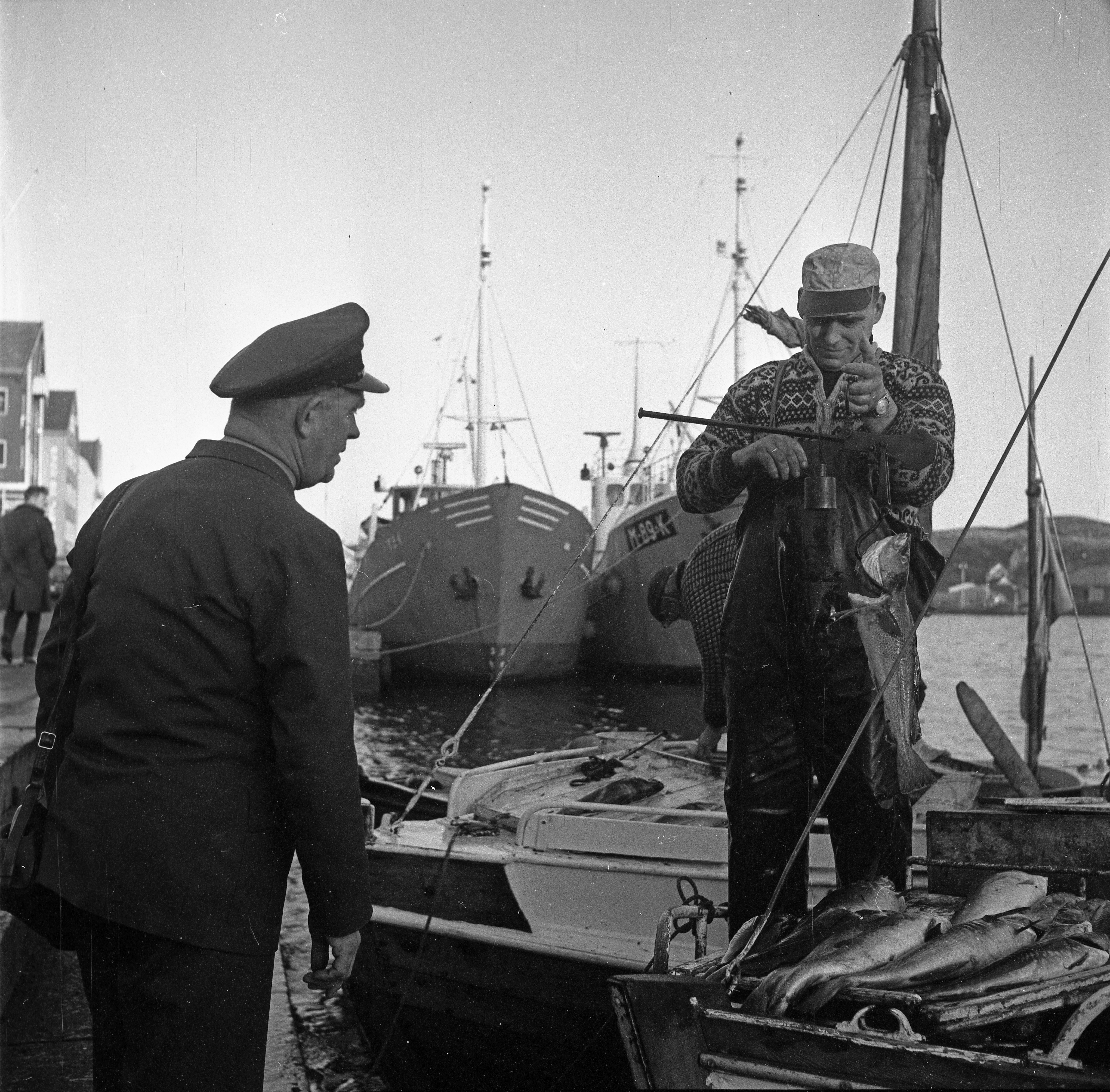
Rybáři v Kristiansundu, 1967
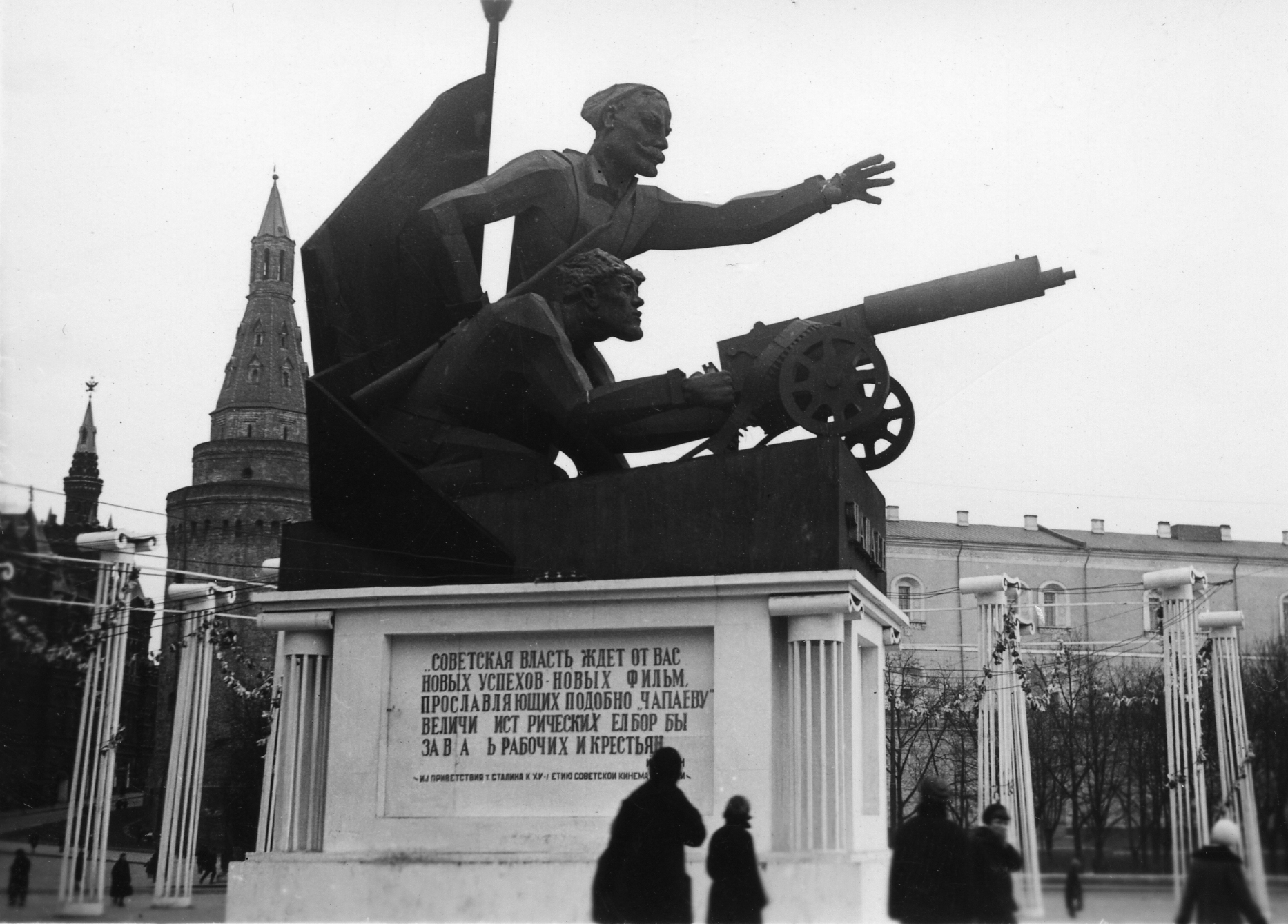
Monumentální socha z lepenky na počest úspěchu filmu Čapajev, 1935
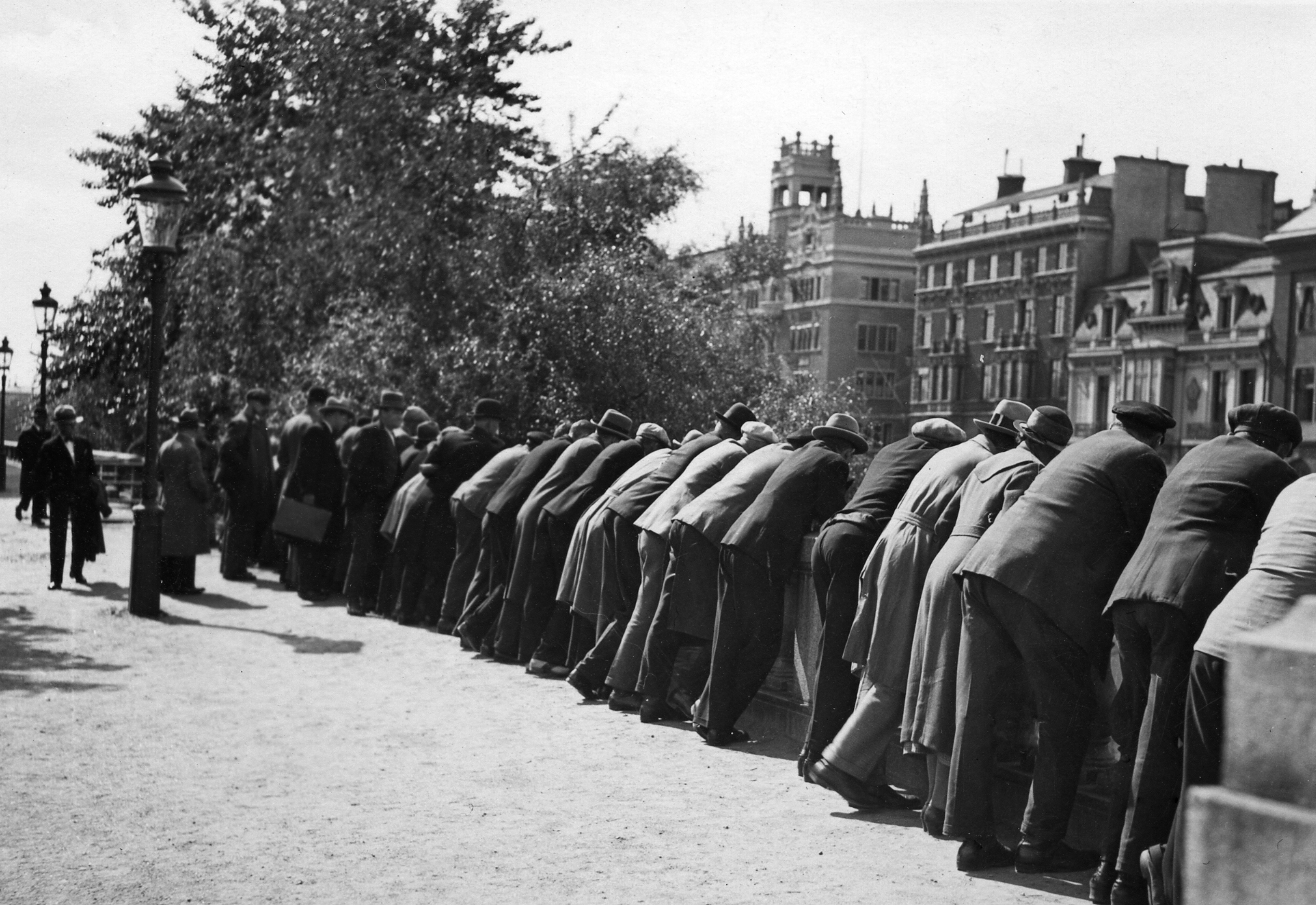
Muži se dívají, Helgeandsholmen, 1935